# کیوستی لهتونن
کیوستی لهتونن (انگلیسی: Kyösti Lehtonen؛ ۱۳ مارس ۱۹۳۱ – ۱۵ نوامبر ۱۹۸۷) کشتی‌گیر اهل فنلاند بود.
وی در مسابقات کشوری و بین‌المللی در مجموع برندهٔ ۱ مدال طلا، ۲ مدال نقره شده‌است.